# Peyton Randolph
Peyton Randolph, ameriški politik in plantažnik, * 10. september 1721, † 22. oktober 1775.
Randolph je bil prvi in tretji predsednik Kontinentalnega kongresa (1774, 1775).